# Szabolcs-Szatmár-Bereg (županija)
Županija Szabolcs-Szatmár-Bereg (madžarsko Szabolcs-Szatmár-Bereg vármegye) je županija na Madžarskem. Upravno središče županije je Nyíregyháza.

### Mestna okrožja
- Nyíregyháza  (sedež županije)

### Mesta in večji kraji
- Mátészalka (18.749)
- Nyírtelek (7.150)
- Kemecse (5.037)
- Kisvárda (18.220)
- Nagyecsed (6.930)
- Záhony (4.815)
- Tiszavasvári (14.585)
- Ibrány (6.891)
- Demecser (4.566)
- Újfehértó (13.657)
- Balkány (6.809)
- Dombrád (4.283)
- Nyírbátor (13.456)
- Tiszalök (6.132)
- Baktalórántháza (4.272)
- Nagykálló (10.814)
- Nagyhalász (5.934)
- Nyírlugos (3.009)
- Vásárosnamény (9.325)
- Csenger (5.234)
- Máriapócs (2.186)
- Fehérgyarmat (9.046)
- Rakamaz (5.206)
- Mándok (4.523)